# 383-тя окрема бригада безпілотних авіаційних комплексів (Україна)
383-тя окрема бригада безпілотних авіаційних комплексів (383 ОБр БпАК, в/ч А3808) — з'єднання у складі Повітряних сил Збройних сил України, що озброєне безпілотними апаратами. Бригада належить до частин безпосереднього підпорядкування командуванню Повітряних Сил.

## Історія
У 1992 році, після розпаду СРСР, 383-й полк безпілотних літаків-розвідників Радянської армії перейшов під юрисдикцію України. До формування полку була залучена й в/ч 47040.
18 січня 1992 року серед перших військових частин молодої України особовий склад полку у повному складі склав присягу на вірність українському народові. Полк мав на озброєнні безпілотні розвідники Ту-141, Ту-143. За час свого існування особовий склад військової частини взяв участь у 3-х практичних спеціальних навчаннях з виконанням 78 практичних пусків літаків-розвідників «Стриж» та 218 пусків літаків-розвідників «Рейс» на полігонах «Чимкент», «Мари» (Туркменістан), «Багерове», «Чауда» (АР Крим), «Києво-Олександрівський» (Миколаївська обл.) та інших.
За підсумками 2018 року полк визнано кращою військовою частиною розвідки в Повітряних Силах.
20 березня 2019 року полк отримав на озброєння перші в Україні ударні оперативно-тактичні безпілотники — турецькі Bayraktar TB2.
У серпні 2023 року повідомлялося, що 383-й полк став бригадою.

## Традиції
1 червня 2017 року військова частина святкувала 30-річчя. Було відкрито Меморіальний камінь та Алею пам'яті військовослужбовцям частини, які загинули при виконанні свого військового обов'язку на сході України.
22 серпня 2023 року повідомили, що Міністерство оборони розробило для 383-ї бригади новий нарукавний знак. Центральним елементом нарукавного знака стала срібна голова боривітра. За повідомленням, боривітер здатний протягом тривалого часу ширяти небом в пошуках здобичі, що підкреслює специфіку діяльності військової частини.

## Структура
- управління бригади
- 34-та окрема авіаційна ескадрилья безпілотних авіаційних комплексів імені полковника Руслана Тюха[6]

## Командування
- полковник Олег Луценко (2008)[11]
- Войціх Віталій Михайлович[джерело?]
- (2019) полковник Сергій Бурденюк[12][5]
- полковник Курденко Петро Кудимович (2021?)[уточнити]

## Втрати
- Глубоков Володимир Петрович — майор, загинув 10 лютого 2015 під час обстрілу м. Краматорськ російськими РСЗВ «Смерч».
- Шмерецький Сергій Васильович — сержант, загинув 10 лютого 2015 під час обстрілу м. Краматорськ російськими РСЗВ «Смерч».
- Мельник Іван Олександрович — солдат, загинув 25 квітня 2017 року від кулі снайпера неподалік Горлівки.
- 22 липня 2022; полковник Тюх Руслан Петрович